# Pierre Kast
Pierre Kast (Parigi, 22 dicembre 1920 – Clichy, 20 ottobre 1984) è stato un regista cinematografico e sceneggiatore francese  che fu anche redattore e critico sulle riviste La revue du cinéma e le Cahiers du cinéma.
Pierre Kast condivise i canoni estetici della "Nouvelle vague" che applicò nella regia di alcuni cortometraggi di valore tra i quali nel 1949, in collaborazione con Jean Grémillon, Les Charmes de l'existence (I piaceri della vita), che ebbe nel 1950 il Gran premio del cortometraggio alla Mostra del cinema di Venezia.
I suoi successivi film, incentrati sui temi dell'amore, si distinguono per la descrizione analitica delle caratteristiche psicologiche dei personaggi e per una originale visione di fondo ispirata ai moralisti e libertini francesi. 

## Biografia
Frequentò la facoltà di Lettere che abbandonò dopo qualche anno per dedicarsi all'attività di critico cinematografico sulle riviste "Action", "La revue du cinéma", "L'écran français", "Positif". Nel 1946 partecipò alla direzione della Cinémathèque française. Decisiva per la sua formazione culturale fu la partecipazione alla redazione dei "Cahiers du cinéma", dove collaborò ad elaborare il nuovo canone estetico cinematografico della "Nouvelle vague".
Frequentò e fu amico di scrittori come Roger Vailland e Boris Vian dal cui romanzo L'herbe rouge Kast trasse la sceneggiatura dell'omonimo film del 1985, proiettato postumo.
Assistente alla regia di Grémillon, René Clément, Jean Renoir e Preston Sturges, passò nel 1957 alla direzione personale con il primo lungometraggio Amour de poche (Un amore tascabile) che non fu molto apprezzato mentre ebbe invece molto successo il secondo film del 1960 Le Bel Âge (La dolce età), che esaltava la libertà dell'amore.
I successivi lungometraggi confermano l'interesse del regista per i più svariati aspetti dell'amore analizzato da un punto di vista psicologico: oltre al già citato Le bel âge, diresse La morte-saison des amours (1961) (La morta stagione dell'amore), in cui Kast s'impegna nel delineare i complessi sentimenti che si agitano in un rapporto amoroso a tre. Stessi temi e canoni estetici mantenuti nel film seguenti arricchiti dalla descrizione di atmosfere esotiche di paesi lontani: Vacances portugaises (1963) (Antologia sessuale), Le grain de sable (1965) (Il triangolo circolare), Drôle de jeu (1968) (Un buffo gioco) e Les soleils de l'île de Pâques (1972).
Negli anni settanta si impegnò nella scrittura di opere letterarie che affiancò all'attività di regista per i film Un animal doué de déraison, noto anche con il titolo A nudez de Alexandra (1976) (Un animale irragionevole), girato in Brasile; Le soleil en face (1980) (Il sole in faccia) e La guerillera (1982) (La guerrigliera), un film con protagonista Agostina Belli dove Kast tratta i temi sociali e politici dell'America Latina.

## Filmografia

### Regie

#### Cortometraggi
- Les Charmes de l'existence, co-regia di Jean Grémillon (1949)
- Les Femmes du Louvre (1951)
- Arithmétique (1951)
- Je sème à tout vent (1952)
- 1954: Monsieur Robida, prophète et explorateur du temps avec Jacques Doniol-Valcroze
- 1954: L'Architecte maudit: Claude-Nicolas Ledoux
- 1956: Le Corbusier, l'architecte du bonheur
- 1959: Images pour Baudelaire
- Des ruines et des hommes, co-regia di Marcelle Lioret (1959)
- 1960: Une question d'assurance
- 1962: P.X.O. (documentario)
- La Brûlure de mille soleils (1965)

#### Lungometraggi
- Amour de poche (1957)
- La dolce età (Le Bel Âge) (1960)
- La morta stagione dell'amore (La Morte-Saison des amours) (1961)
- Merci Natercia! (1963)
- Antologia sessuale (Vacances portugaises) (1963)
- Il triangolo circolare (Le Grain de sable) (1964)
- Les Carnets Brésiliens (1966)
- 1966: La Naissance de l'Empire romain
- -----: Le Vendredi noir
- -----: Marguerite Yourcenar
- Bandeira Branca de Oxalá (1968)
- 1968: Drôle de jeu (coregia di: Jean-Daniel Pollet)
- Les Soleils de l'Ile de Pâques (1972)
- Un animale irragionevole (Un animal doué de déraison) (1976)
- Le Soleil en face (1980)
- La guerrigliera (La Guérilléra) (1982)
- 1982: Le Jour le plus court (TV)
- L'Herbe rouge - film tv (1985)

### Assistente alla regia
- Pattes blanches, regia di Jean Grémillon (1949)
- L'amante di una notte (Le Château de verre), regia di René Clément (1950)
- Maternità proibita (L'Étrange Madame X), regia di Jean Grémillon (1951)
- Jeux interdits, regia di René Clément (1952)
- French Cancan, regia di Jean Renoir (1954)
- Il carnet del maggiore Thompson (Les Carnets du Major Thompson), regia di Preston Sturges (1955)

### Sceneggiatore
- Arithmétique, regia di Pierre Kast (1951)
- Les Femmes du Louvre, regia di Pierre Kast (1951)
- La Chasse à l'homme
- Je sème à tout vent, regia di Pierre Kast (1952)
- Il mantello rosso (titolo francese Le Manteau rouge), regia di Giuseppe Maria Scotese (1955)
- Des ruines et des hommes, regia di Pierre Kast e Marcelle Lioret (1959)
- La dolce età (Le Bel Âge), regia di Pierre Kast (1960)
- Une question d'assurance, regia di Pierre Kast (1960)
- Chi ha ucciso Bella Shermann? (La Mort de Belle), regia di Édouard Molinaro (1961)
- La morta stagione dell'amore (La Morte-Saison des amours), regia di Pierre Kast (1961)
- Merci Natercia!, regia di Pierre Kast (1963)
- Antologia sessuale (Vacances portugaises), regia di Pierre Kast (1963)
- Il triangolo circolare (Le Grain de sable), regia di Pierre Kast (1964)
- La Brûlure de mille soleils, regia di Pierr Kast (1965)
- Les Carnets Brésiliens, regia di Pierre Kast (1966)
- Resa dei conti per un pezzo da 90 (Une balle au cœur / Mia sfera stin kardhia), regia di Jean-Daniel Pollet (1966)
- Bandeira Branca de Oxalá, regia di Pierre Kast (1968)
- Le Maître du temps, regia di Jean-Daniel Pollet (1970)
- Quel violento mattino d'autunno (Le Petit Matin), regia di Jean-Gabriel Albicocco (1971)
- Les Soleils de l'Ile de Pâques, regia di Pierre Kast (1972)
- L'ironia della sorte (L'Ironie du sort), regia di Édouard Molinaro (1974)
- Un animale irragionevole (Un animal doué de déraison), regia di Pierre Kast (1976)
- Le Soleil en face, regia di Pierre Kast (1980)
- La guerrigliera (La Guérilléra), regia di Pierre Kast (1982)
- L'Herbe rouge, regia di Pierre Kast - film tv (1985)

### Attore
- Chi ha ucciso Bella Shermann? (La Mort de Belle), regia di Édouard Molinaro (1961)
- L'avventura è l'avventura (L'Aventure, c'est l'aventure), regia di Claude Lelouch (1972

## Pubblicazioni
- Les Vampires de l'Alfama, romanzo, Olivier Orban éditeur, 1975
- Le Bonheur ou le pouvoir, ou Quelques vies imaginaires du prince de Ligne, du cardinal de Bernis, du roi Louis XV et de l'architecte Claude-Nicolas Ledoux, J.-C. Lattès, 1980